# شركة جقماقجي
شركة جقماقجي هي شركة تسجيلات موسيقية عراقية، أسست سنة 1918 م.
أسسها الحاج فتحي قاسم چقماقچي، وكانت في بادئ الأمر في شارع غازي في الموصل، واقتصرت في تلك الفترة على استيراد الأجهزة الكهربائية.
في عام 1939 م، انتقل مقر الشركة الى شارع الرشيد في بغداد، وأنشأت أستوديو لتسجيل الأغاني، في وقت لم يكن فيها أستوديو للتسجيل سوى أستوديو الإذاعة اللاسلكية. بعد التسجيل، كانت الشركة ترسل التجيلات إلى اليونان أو السويد، ليتم استنساخ الاسطوانات التي تعمل على جهاز الكرمفون. إضافة إلى أن الشركة كانت تملك وكالات لأسطوانات عربية مثل «كايرو فون» و«صوت القاهرة» و«صوت الفن».
سجل عدد من الفنانون مع شركة آل جقماقجي، منهم: ناظم الغزالي وسليمة مراد وزهور حسين ووحيدة خليل ويوسف عمر.